# NGC 2802
NGC 2802 je galaksija u zviježđu Raku.

## Vanjske poveznice
- SEDS: NGC 2802